# CB無線
CB無線とは、一般に、個人が個人的な用務のために行う連絡、または個人事業者や小規模事業者などがそのビジネスのために行う連絡に使用し、かつ低コストで実現できる近距離用の音声通信のための制度またはその制度に基づく無線通信システムをいう。CB無線は世界の多くの国で制度化されており、一般に、CB無線の無線システムの運用は、無線機を購入後、簡易な手続を経て、あるいは何ら手続を行うこと無く開始することができる。

## 狭義のCB無線
もう少し狭い意味で「CB無線」の語が使用される場合がある。
- 「CB無線」を意味する語がその名称に含まれる制度またはその制度に基づく無線通信システムのみをいう場合
- 26-27MHz帯の周波数の電波を使用する制度またはその制度に基づく無線通信システムのみをいう場合
- 「違法CB無線」を指す場合。

## CB無線の英語表記
英語圏の国において、その正式名称の表記に若干の違いがある。
例
Citizen Band Radio：オーストラリア
Citizens Band Radio：米国
Citizen's Band Radio：英国

## 日本のCB無線
日本においては、「CB無線」という語は、制度上の正式な用語としては存在しないが、「CB無線」と考えられるものは以下のとおりである。
1. 市民ラジオ
2. パーソナル無線（2024年11月30日廃止）

## 概要
無線局の免許
制度によっては、無線局の免許を要する場合と免許を要しない場合がある。免許不要の場合には、無線機を購入して何ら手続を行うことなく直ぐにその無線機を使用することができ、使用者に特段条件もなく老若男女誰でも使用することができる。 免許を要する場合でも、例えば米国のGMRSでは、免許を受けた者の一定の範囲の親族などの使用を認めており、無線機の使用者の範囲が緩和されている例がある。
無線機の形態
無線機の形態としては、主として車両内や屋内に設置し車外や屋外にアンテナを設置して使用するもの、使用者が携帯して使用できる小型のもの（ウォーキートーキー型）がある。
使用周波数帯
26-27MHz帯や400MHz帯を使用するものが多い。26-27MHz帯を使用するCB無線では、米国の「Citizens Band Radio Service」の周波数配列を採用している制度が多くある。
通信方法
一般にCB無線の無線機は複数の周波数を有しており、通信を行うときには空いている周波数を選んで通信を行う。呼出専用の周波数が設定されている場合もある。
他国での使用
CB無線の制度は一般に国ごとに異なるため、ある国で取得したCB無線用無線機を他の国へ持ち込んで使用することはできないが、米国の「Citizens Band Radio Service」とカナダの「General Radio Service」のように同一の制度を採用し相互に使用を承認している国の間や、「CEPT PR 27」や「PMR 446」、「Digital PMR 446」のようにこれを導入したCEPT加盟国相互間では可能である。
伝送する情報
基本的に音声であるが、制度によっては音声に加えてデータを認めている場合もある。
無線機の仕様
使用できる無線機は、一般にその仕様がその国の政府により定められた技術基準に従うことが予め承認・認証されたものに限定されている。
通信の内容
通常、個人が個人的な用務のために行う連絡、または個人や小規模事業者等がそのビジネスのために行う連絡に使用されるが、限られた数の周波数をCB無線の使用者が共用するものであるため、必要なときの通信回線の設定が必ずしも確実ではないこと、通信の秘匿性が確保されないことから、非常時の通信を除き重要な通信、秘匿を要する通信には使用されない。
アマチュア無線との違い
個人が開設できる無線局によって通信を行うという点では、アマチュア無線に似ているが、アマチュア無線が「金銭上の利益のためでなく、専ら個人的に無線技術に興味を持ち、正当に許可された者が行う自己訓練、通信及び技術研究のための無線通信業務」（国際電気通信連合憲章に規定する無線通信規則1.56 アマチュア業務）であることに対して、CB無線による通信は、本来何らかの用務などを達成するために行われるものであって、無線通信に対する興味などにより行うものではない。しかし、CB無線は、一般に誰でも自由に使用できる無線通信であり、また、不特定相手との通信が可能であるため、無線通信に対する興味などからCB無線の無線局を開設する者も存在し、このような者の間ではアマチュア無線に近似した運用が行われており、CB無線の愛好者団体なども多く存在する。

## CB無線の例
CB無線の例としては以下の制度がある。

### 米国
- Citizens Band Radio Service：免許不要、カナダでの使用が可能

周波数：26-27MHz帯40チャネル
電波の型式：A1D、H1D、J1D、R1D、A3E、H3E、J3E、R3E
最大送信機出力：4W（A1D、A3E）、12W（H1D、J1D、R1D、H3E、J3E、R3E ）
- Multi-Use Radio Service (MURS)：免許不要

周波数：151MHz帯3チャネル及び154MHz帯2チャネル
電波の型式：A1D、A2B、A2D、A3E、F2B、F1D、F2D、F3E、G3E
最大送信機出力：2W
- General Mobile Radio Service (GMRS)：要免許

周波数：462MHz帯15チャネル、467MHz帯8チャネル
電波の型式：A1D、F1D、G1D、H1D、J1D、R1D、A3E、F3E、G3E、H3E、J3E、R3E
最大送信機出力：50W
- Family Radio Service (FRS)：免許不要

周波数帯：462MHz帯7チャネル及び467MHz帯7チャネル
電波の型式：F3E、F2D
最大実行輻射電力：0.5W

### カナダ
- General Radio Service：免許不要、米国での使用が可能

周波数：26-27MHz帯40チャネル（米国と同じ配列）
変調方式：AM、SSB
最大送信機出力：4W（AM）、12W（SSB）
- General Mobile Radio Service(GMRS)：免許不要

周波数帯：462MHz帯15チャネル、467MHz帯8チャネル
電波の型式：A1D、F1D、G1D、H1D、J1D、R1D、A3E、F3E、G3E、H3E、J3E、R3E、F2D
最大実効輻射電力：2W
- Family Radio Service(FRS)：免許不要

周波数帯：462MHz帯7チャネル、467MHz帯7チャネル
電波の型式：F3E、F1D、F2D
最大実効輻射電力：0.5W

### CEPT
CEPT（European Conference of Postal and Telecommunications Administrations、欧州郵便電気通信主管庁会議）では、加盟国（47か国）における無線システムの共通化を進めている。以下のシステムについては、ETSI（European Telecommunications Standards Institute）が技術基準を定めている。CEPT PR 27やPMR 446を導入した国の間では、相互に無線機を持ち込んで使用することが可能である。なお、欧州では従来から独自の26-27MHz帯のCB無線の制度を有している国が多いが、CEPTが定めた共通の制度を導入しつつある。以下の「導入国」はERO（European Radiocommunications Office）のサイトの掲載情報（2007年4月の時点）に基づく。
- CEPT PR 27：免許不要

周波数：26-27MHz帯40チャネル（米国と同じ配列）
変調方式：角度変調
最大送信機出力：4W
導入国：Austria, Bulgaria, Croatia, Cyprus, Czech Republic, Denmark, Estonia, Finland, France, Germany, Hungary, Iceland, Ireland, Latvia, Liechtenstein, Lithuania, Luxembourg, Netherlands, Norway, Portugal, Romania, Slovakia, Slovenia, Sweden
- PMR 446：免許不要

周波数帯：446MHz帯8チャネル
変調方式：周波数変調
最大実効輻射電力：0.5W
導入国：Austria, Belgium, Bulgaria, Croatia, Cyprus, Czech Republic, Denmark, Estonia, Finland, France, Great Britain, Greece, Hungary, Iceland, Ireland, Italy, Latvia, Liechtenstein, Lithuania, Luxembourg, Netherlands, Norway, Portugal, Romania, Slovakia, Slovenia, Spain, Sweden, Turkey
- Digital PMR 446：免許不要

周波数帯：446MHz帯8チャネル（12.5kHz間隔）、16チャネル（6.25kHz間隔）
変調方式：デジタル変調
最大実効輻射電力：0.5W
導入国：Denmark, Finland, Netherlands, Portugal, Switzerland

### 日本
- 市民ラジオ：免許不要（技術基準適合証明取得機種に限る）

周波数：26-27MHz帯8チャネル
電波の型式：A3E
最大空中線電力：0.5W
- 無線電話用特定小電力無線局：免許不要

周波数：421MHz帯28チャネル、422MHz帯21チャネル、440MHz帯28チャネル
電波の型式：F1D、F1E、F2D、F2E、F3E、F7W、G1D、G1E、G2D、G2E、G7E、G7W、D1D、D1E、D2D、D2E、D3E、D7E、D7W
最大空中線電力：0.01W
- パーソナル無線：要免許 (廃止）

周波数：903-904MHz帯158チャネル
電波の型式：F2D、F3E
最大空中線電力：5W
- 351MHz帯デジタル簡易無線局：要登録（無線局の免許は不要、移動範囲は陸上及び日本周辺海域）

周波数：351MHz帯30チャネル
電波の型式：G1C、G1D、G1E、G1F、R2C、R2D、R3E、R3F、F1C、F1D、F1E、F1F
最大空中線電力：5W
- 351MHz帯デジタル簡易無線局：要登録（無線局の免許は不要、移動範囲は陸上及び日本周辺海域並びにそれらの上空）

周波数：351MHz帯5チャネル
電波の型式：G1C、G1D、G1E、G1F、R2C、R2D、R3E、R3F、F1C、F1D、F1E、F1F
最大空中線電力：1W

### 英国
- Citizen's Band Radio：免許不要

（CEPT PR 27）
周波数：26-27MHz帯40チャネル（米国と同じ配列）
電波の型式：G3E、G2D
最大送信機出力：4W
（英国独自システム：2010年7月1日をもって廃止）
周波数：27MHz帯40チャネル（CEPT PR 27とは異なる周波数）
電波の型式：G3E、G2D
最大送信機出力：4W
- PMR 446：免許不要

周波数帯：446MHz帯8チャネル
電波の型式：F3E
最大実効輻射電力：0.5W

### オーストラリア
- Citizen Band Radio：免許不要（UHF-CBはニュージーランドでの使用が可能、UHF-CBの中継局は要免許）

（HF-CB）
周波数：26-27MHz帯40チャネル（米国と同じ配列）
変調方式：USB、LSB、AM
最大送信機出力：4W（AM）、12W（USB、LSB）
（UHF-CB）
周波数：476-477MHz帯40チャネル
変調方式：FM、PM
最大送信機出力：5W

### ニュージーランド
- Citizen Band Radio：免許不要（PRSはオーストラリアでの使用が可能、PRSの中継局は要免許）

（26MHz帯）
周波数：26MHz帯40チャネル（米国とは異なる周波数）
電波の型式：A3E、R3E、J3E
最大送信機出力：4W（A3E）、12W（J3E、R3E）
（Personal Radio Service（PRS））
周波数：476-477MHz帯40チャネル
電波の型式：F3E、F2E、G3E、G2E
最大送信機出力：5W

### 香港
- Citizens Band Radio：免許不要

周波数：26-27MHz帯40チャネル（米国と同じ配列）
変調方式：AM、SSB、FM、PM
最大送信機出力：12W（SSB：陸上・海上）、4W（AM、FM、PM：陸上）、10W（AM、FM、PM：海上）
- Short-range walkie-talkies ：免許不要

周波数：409MHz帯20チャネル
変調方式：FM
最大実効輻射電力：0.5W